# 贝诺伊特·科埃
葛治（Benoît Cauet，1969年5月2日—），是已退役的法国足球运动员，现在是一名足球教练，执教意大利足球甲级联赛球队国际米兰的U15青年队。

## 俱乐部生涯
葛治在马赛开始足球生涯，并在1989年和1990年两次随队获得法甲冠军。1990年，他转投卡昂，1994年加盟南特，并在1995年再次成为联赛冠军成员。1997年，他从巴黎圣日耳曼转投意甲球队国际米兰。他在1997/98赛季欧盟杯替补出场，并助攻罗纳尔多射进球队的第三个进球，帮助球队3比0击败对手夺冠。之后，科埃先后效力于都灵、科莫、巴斯蒂亞、索菲亞中央陸軍，2006年在錫永宣布退役。

## 教练生涯
退役后，葛治成為一名足球教练。现在他是国际米兰U15青年队的主教练。